# بلدة ووترسميت (ميشيغان)
ووترسميت (بالإنجليزية: Watersmeet Township, Michigan)‏ هي بلدة تقع بولاية ميشيغان في الولايات المتحدة. تبلغ مساحتها 719.5 (كم²)، وترتفع عن سطح البحر 529 م، بلغ عدد سكانها 1472 نسمة في عام تعداد الولايات المتحدة 2000 حسب إحصاء مكتب تعداد الولايات المتحدة وتصل الكثافة السكانية فيها 2.2 نسمة/كم2.

## المناخ
يظهر الجدول التالي التغييرات المناخية على مدار السنة لبلدة ووترسميت:
| البيانات المناخية لـبلدة ووترسميت | البيانات المناخية لـبلدة ووترسميت | البيانات المناخية لـبلدة ووترسميت | البيانات المناخية لـبلدة ووترسميت | البيانات المناخية لـبلدة ووترسميت | البيانات المناخية لـبلدة ووترسميت | البيانات المناخية لـبلدة ووترسميت | البيانات المناخية لـبلدة ووترسميت | البيانات المناخية لـبلدة ووترسميت | البيانات المناخية لـبلدة ووترسميت | البيانات المناخية لـبلدة ووترسميت | البيانات المناخية لـبلدة ووترسميت | البيانات المناخية لـبلدة ووترسميت | البيانات المناخية لـبلدة ووترسميت |
| الشهر                             | يناير                             | فبراير                            | مارس                              | أبريل                             | مايو                              | يونيو                             | يوليو                             | أغسطس                             | سبتمبر                            | أكتوبر                            | نوفمبر                            | ديسمبر                            | المعدل السنوي                     |
| --------------------------------- | --------------------------------- | --------------------------------- | --------------------------------- | --------------------------------- | --------------------------------- | --------------------------------- | --------------------------------- | --------------------------------- | --------------------------------- | --------------------------------- | --------------------------------- | --------------------------------- | --------------------------------- |
| متوسط درجة الحرارة الكبرى °م (°ف) | −6 (21)                           | −3 (26)                           | 2 (36)                            | 11 (51)                           | 18 (65)                           | 23 (74)                           | 26 (78)                           | 24 (76)                           | 19 (66)                           | 13 (55)                           | 3 (37)                            | −3 (27)                           | 11 (51)                           |
| متوسط درجة الحرارة الصغرى °م (°ف) | −17 (1)                           | −16 (3)                           | −10 (14)                          | −3 (27)                           | 3 (38)                            | 8 (47)                            | 12 (53)                           | 11 (51)                           | 6 (43)                            | 1 (34)                            | −6 (22)                           | −13 (9)                           | 2 (36)                            |
| الهطول مم (إنش)                   | 41 (1.6)                          | 28 (1.1)                          | 43 (1.7)                          | 58 (2.3)                          | 89 (3.5)                          | 100 (4)                           | 91 (3.6)                          | 94 (3.7)                          | 91 (3.6)                          | 71 (2.8)                          | 58 (2.3)                          | 46 (1.8)                          | 810 (31.9)                        |
| المصدر: Weatherbase               |                                   |                                   |                                   |                                   |                                   |                                   |                                   |                                   |                                   |                                   |                                   |                                   |                                   |

## وصلات خارجية
- The US50 - Cities and Towns in Michigan State
- Michigan Cities and Towns, Facts, Map, Flag, Colleges, Government, and More